# Bulgaria en los Juegos Olímpicos de Salt Lake City 2002
Bulgaria estuvo representada en los Juegos Olímpicos de Salt Lake City 2002 por un total de 23 deportistas que compitieron en 7 deportes.  
El portador de la bandera en la ceremonia de apertura fue el esquiador Stefan Gueorguiev.

## Medallistas
El equipo olímpico búlgaro obtuvo las siguientes medallas:
| Nombre             | Deporte                              | Competición         |
| ------------------ | ------------------------------------ | ------------------- |
| Oro                |                                      |                     |
| —                  |                                      |                     |
| Plata              |                                      |                     |
| Evgueniya Radanova | Patinaje de velocidad en pista corta | 500 m F             |
| Bronce             |                                      |                     |
| Irina Nikulchina   | Biatlón                              | Persecución 10 km F |
| Evgueniya Radanova | Patinaje de velocidad en pista corta | 1500 m F            |